# 喬科斯區
13°19′S 75°47′W / 13.317°S 75.783°W
喬科斯區（西班牙語：Distrito de Chocos），是秘魯的一個區，位於該國中南部利馬大區的堯約斯省，始建於1954年4月7日，面積213.4平方公里，海拔高度2,749米，2005年人口1,149，人口密度每平方公里5.4人。